# Esodo (teatro)
L'esodo (ἔξοδος) è la parte finale della tragedia greca, che si conclude con l'uscita di scena del coro.
Spesso, soprattutto in Euripide, nell'esodo si fa uso del deus ex machina, ovvero un personaggio divino che viene calato sulla scena mediante una macchina teatrale per risolvere la situazione quando l'azione è tale che i personaggi non hanno più vie d'uscita.